# Il tesoro del castello senza nome
Il tesoro del castello senza nome (Les Galapiats) è una miniserie televisiva di coproduzione franco-belga-canadese-svizzera girata nelle foreste delle Ardenne belghe e in varie altre località del Belgio nel 1969.
La serie fu trasmessa la prima volta in Italia nel 1972 in bianco e nero pur essendo una serie a colori, poiché all'epoca ancora la Rai non diffondeva il segnale a colori. La replica del dicembre 1976, sul secondo canale Rai, fu una delle prime trasmissioni sperimentali a colori della televisione italiana.

## Trama
Tra le immense e lussureggianti colline delle Ardenne, disseminate da antichi castelli, un gruppo di adolescenti sta per essere trascinato in un'avvincente e misteriosa avventura. Quattro ragazzi belgi, uno francese, uno tedesco ed una graziosa ragazza canadese in vacanza, si lanciano, come per gioco, a caccia del tesoro perduto dai Templari, ma ben presto si ritrovano coinvolti in misteriosi inspiegabili eventi.
Nei silenzi delle Hautes Fagnes, infatti si alzano imponenti e sinistre rovine del Castello senza nome. Attorno a questa reliquia storica che risale ai tempi feudali i ragazzi faranno continue e sorprendenti scoperte, sempre più inesplicabili, in grotte e sotterranei. Ma tutto è così inquietante e non è chiaro cosa si nasconda effettivamente nel castello. Infine i giovani scout con coraggio, astuzia ed audacia aiuteranno la polizia a risolvere il sinistro mistero.
Pare che la storia si ispiri ad un fatto simile realmente accaduto in quegli anni nel paese francofono.

## Episodi
1. A campo verde (Le camp vert)
2. Un enigma nel libro di magia (Un grimoire et un énigme)
3. Il tesoro dei Templari (Le trésor des Templiers)
4. Sulla traccia giusta (L'homme à la Land-Rover)
5. L'aereo messaggio (L'avion message)
6. Prigioniera nella torre (Le pot aux roses)
7. La grande paura (La grande panique)
8. La cattura (Le coup de filet)

## Personaggi

### I ragazzi
- Jean-Loup Grandier, quindicenne di Parigi[8]. Arriva in vacanza alla colonia estiva di Campo Verde dopo che i suoi genitori gli hanno comunicato all'ultimo momento che non andrà in vacanza con loro alle Isole Baleari.
- Bruno Lapointe, quindicenne di Bruxelles[8], detto Cow-Boy per la sua abilità col lazo e per il tipico cappello texano che porta. Nella colonia di Campo Verde è il capo della banda dei Cinghiali, alla quale sarà ammesso Jean-Loup.
- Alain Malo, di Bruxelles[8], detto Lustucru per la sua golosità. Ospite di Campo Verde e membro della banda dei Cinghiali.
- Gérard Pauwels, di Gand, detto Byloke per il nome di un'abbazia della sua città[8]. Altro ospite di Campo Verde e membro della banda dei Cinghiali.
- Patrick Vanderkemp, belga[9], coetaneo dei precedenti. Non è ospite del campo estivo, ma abita con la sua famiglia nella campagna circostante.
- Franz Mayendorf, tedesco[8][9]. Da qualche anno trascorre le sue vacanze ospite della famiglia di Patrick.
- Marion Nelligan, canadese del nord del Québec[9]; per la sua origine è chiamata Marion des Neiges[8] (letteralmente "Marion delle Nevi"). Trascorre le sue vacanze in Belgio, nel giro di amicizie di Patrick. Il suo innocente flirt con Jean-Loup sarà un tema costante nel corso della vicenda generale.
- Vanessa Grantham. La bambina inglese rapita dai banditi per ricattare suo padre.

Nei titoli di coda delle puntate (e nei crediti dell'edizione in DVD) i personaggi dei ragazzi sono indicati con il solo nome o soprannome (qui in grassetto).

### I banditi
- George Piper, inglese. Si rivelerà il meno fedele all'organizzazione criminale.
- Sean Mac Donnell, britannico. Il più rude e sbrigativo della banda. Per questa sua irruenza, nell'adattamento letterario è soprannominato "il toro" ("le taureau") dai ragazzi[10].
- William Brantson, inglese. Usa vestirsi alla "British country gentleman" ed è fumatore di pipa.
- Steve Greenwood, inglese. Particolarmente elegante e per questo soprannominato "Mylord" dai ragazzi, come si legge nell'adattamento letterario[10].
- Max Reingold, inglese. Il determinato e cinico capo della banda.
- Carine Nelsen[10], la donna del capobanda. Nell'adattamento letterario è soprannominata "la rossa" ("la rousse") per il colore dei suoi capelli[10]. La sua nazionalità non è esplicitata, anche se dall'adattamento letterario si può presumere che sia inglese come gli altri[10].

Per i personaggi dei banditi uomini, nei titoli di coda delle puntate (e nei crediti dell'edizione in DVD) compaiono solo i loro cognomi; per l'unica donna della banda, nei titoli compare solo il nome.

## Luoghi delle riprese
Le riprese furono realizzate tutte in Belgio, in particolare nelle seguenti località:
- Il castello di Beersel[11]
- Il castello di Vêves, presso il villaggio di Celles[11]
- La cittadina di Stavelot[11]
- Le rovine dell'Abbazia di Villers-la-Ville[11]
- Le grotte di Remouchamps[11]. Secondo un'altra fonte, le grotte sarebbero quelle di Han sur Lesse[12]
- Una stazione di servizio presso Trois-Ponts[13][14]
- La Baraque Michel, torre geodetica in legno, ora demolita[15]
- Un tratto di strada nazionale N68 tra Mont Rigi e Malmedy (nelle Hautes Fagnes) [16], per la scena dell'uscita di strada dell'automobile

In alcuni siti e blog, non supportati da fonti certe, vengono menzionati anche:
- Il castello di Bouillon
- Il castello di Freyr e la sua tenuta, presso Hastière
- Il campo vacanze "AEP Vacances Vivantes" presso Herbeumont
- Le Rochers de Freyr presso Hastière
- La Vallee de la Warche presso Waimes

Solo nella prima puntata, l'inquadratura iniziale di pochi secondi in esterni è girata a Parigi, in una via con vista della Torre Eiffel.

## Doppiaggio in italiano
La miniserie fu doppiata in italiano due volte: la prima nel 1972, nell'edizione Rai; la seconda nel 1980, con doppiatori diversi, nella riedizione Fininvest. Nell'edizione digitalizzata in DVD nel 2005 è stato mantenuto il secondo doppiaggio.
Nella prima edizione del doppiaggio Rai:
- Jean-Loup veniva chiamato Jean-Luc, nonostante la differenza leggibile nei titoli di coda
- Marion viene presentata inizialmente come Marie des Neiges
- Nella scena del casto bacetto tra Jean-Loup e Marion (ottava e ultima puntata) si ode la frase: "Mi sei molto cara", rivolta da Jean-Loup alla ragazza. Tale frase non c'è nell'audio originale francese e fu aggiunta fuori campo nei fotogrammi in cui il volto del ragazzo non era inquadrato. Nella riedizione Fininvest quella frase fu eliminata

In entrambe le edizioni del doppiaggio, Franz viene presentato come berlinese, anziché di Francoforte, come si legge nell'adattamento letterario. Sempre in entrambi i doppiaggi, il nome di Patrick, che in francese ha l'accento sulla "i", viene spesso pronunciato Pàtrick, scritto foneticamente ['Patrik], con l'accento sulla "a", secondo la pronuncia inglese, impropria per la nazionalità del personaggio e per l'ambientazione in una regione francofona. 
Non ci sono fonti scritte dei nomi dei banditi, che vengono pronunciati insieme ai cognomi nell'audio originale in francese e anche in quello della riedizione del doppiaggio Fininvest, nella settima puntata. Il cognome dell'unica donna della banda (Nelsen) viene pronunciato nell'audio originale in francese e compare nell'adattamento letterario, ma non viene pronunciato nella riedizione del doppiaggio.
Nella riedizione Fininvest, il cognome di Marion fu cambiato da Nelligan in Duchamp. Sempre nella stessa riedizione, il nome del bandito Greenwood fu leggermente cambiato da Steve in Stephen.
Le differenze di traduzione e adattamento dei dialoghi originali nelle due edizioni sono numerose. Quelle citate sopra sono le più salienti.

## Titoli delle edizioni in altri paesi
- In Francia, paese di co-produzione, la miniserie era nota anche col titolo Le Trésor du Château sans nom.
- In Portogallo fu trasmessa col titolo Os Pequenos Vagabundos ed era nota anche come O Tesouro do Castelo sem Nome[17].
- Nei Paesi Bassi fu trasmessa col titolo De schat van het Kasteel zonder naam.
- Nel Canada anglofono fu trasmessa col titolo The Treasure of the Castle with No Name[12].

La miniserie fu trasmessa anche in Svizzera, paese di coproduzione, in prima visione sul canale nazionale SSR. Secondo alcuni siti fu trasmessa anche in Lussemburgo, ma ciò non è supportato da fonti certe.

## Colonna sonora
Dalle musiche della miniserie, interamente composte da Roger Mores ed edite dalla Primavera s.a. di Bruxelles, fu tratto e inciso un singolo a 45 giri con etichetta Philips. Sul lato A il brano Ohé, les gars, tema principale con parole e musica di Mores, cantato dalla Corale del Collegio St-Pierre à Uccle, diretta dall'abate Caron. Sul lato B il brano strumentale Le départ, che nella serie costituiva il tema sentimentale nelle scene del flirt tra Jean-Loup e Marion.
Dalla colonna sonora fu tratto anche un album a 33 giri, pure con etichetta Philips, dal titolo Les Galapiats - Le Trésor du Château sans nom.
Nell'ottava e ultima puntata, nella scena conclusiva i ragazzi e gli istitutori di Campo Verde cantano in coro il tradizionale canto scoutistico dell'addio Ce n'est qu'un au revoir, versione in francese della notissima Auld Lang Syne.

## Pubblicazioni
Nel 1970 Hachette pubblicò un adattamento letterario con le illustrazioni di François Batet a partire dalla sceneggiatura della serie, dal titolo Le Trésor du château sans nom - Les Galapiats. Nel 1971 tale adattamento fu tradotto in lingua olandese.
Sulla rivista settimanale a fumetti Pilote, edita in Francia, fu pubblicata una parodia della miniserie con disegni caricaturali intitolata Les Galopins.

## Crediti secondari
Nelle ultime due puntate della miniserie, la settima e l'ottava, si prestarono per le riprese i Blancs Moussis, una confraternita della tradizione carnevalesca e quaresimale di Stavelot. 
Nell'ottava e ultima puntata, parteciparono alle riprese (e furono ringraziati nei titoli di coda) veri reparti della Gendarmeria del Belgio, sciolta e accorpata nel 2001. Per dare totale realismo alle sequenze, furono impiegati i veri autoveicoli e motociclette in dotazione alla Legione Mobile di Bruxelles.
Nell'ottava e ultima puntata, la scena dell'uscita di strada con l'automobile fu realizzata da Pol Vilvorder, accreditato nei titoli di coda.
Il personaggio secondario di Panloy - che appare nelle prime due puntate e molto fugacemente nell'ultima - fu interpretato da Jean-Paul Delseme, non accreditato nei titoli.
Insieme ai ragazzi compariva un cane chiamato Ringo; nei dialoghi della serie non era esplicitamente detto, ma nell'adattamento letterario - tratto dalla sceneggiatura del regista - si legge che era di Patrick. In alcune sequenze il cane assumeva un ruolo determinante ma - nonostante ciò - nei titoli di coda non era menzionato, né compariva il nome del suo vero proprietario o addestratore. Nell'adattamento letterario il cane era chiamato Sinus, ma nella serie televisiva si preferì il nome più internazionale Ringo, già nell'audio originale in francese.
In alcuni siti, l'attore Jean-Louis Blum, interprete di Byloke, viene indicato come Gaëtan Bloom, con il suo nome d'arte assunto nella sua successiva attività di prestidigitatore e illusionista.
In alcuni siti, il cognome del bandito Piper viene erroneamente riportato come Pipper, ma fa fede l'ortografia con una sola "p" che compare nei titoli di coda originali delle puntate.
La pagina web in lingua olandese alla nota 26 riporta i nomi di altri generici non accreditati.

## Curiosità
Raramente, in alcuni siti il personaggio di Patrick viene indicato erroneamente come Christian, senza alcuna fonte che attesti questo nome alternativo.
Nell'adattamento letterario tratto dalla sceneggiatura, il personaggio di Panloy - ospite del campo estivo e membro della banda dei Cinghiali - è menzionato in modo ricorrente, invece nella serie televisiva ha un ruolo piuttosto marginale. Inoltre, nel suddetto adattamento si menziona esplicitamente la casa di produzione dell'automobile con cui Reingold cerca di sfuggire alla cattura, però nella corrispondente sequenza filmata l'autovettura è di tutt'altra casa automobilistica. Infine, nell'adattamento manca completamente l'episodio della rovinosa caduta di Cow-Boy da una parete rocciosa e il conseguente ricovero in ospedale, che nella serie televisiva costituiscono le sequenze iniziali della seconda puntata.
Nella finzione scenica i luoghi in cui si svolge la vicenda si trovano tutti nella stessa zona geografica circoscritta; in realtà alcuni di essi sono molto distanti tra loro.
In alcuni siti dedicati e forum di appassionati sono segnalate alcune differenze non fondamentali tra le varie edizioni (belga, francese, portoghese, italiana, ecc.), riguardo a piccoli tagli e al montaggio delle scene iniziali e finali di varie puntate.
Il telefilm fu girato su pellicola 16mm, probabilmente una scelta per tenere bassi i costi. Purtroppo questo non ci permette oggi di poterlo vedere in alta definizione. In ogni caso il DVD con tutti gli episodi, messo in commercio oltre dieci anni fa, ha una qualità di immagine molto inferiore a quella che dovrebbe avere un 16mm ben conservato. E' possibile che il negativo originale sia, con il passare dei decenni, andato perso o distrutto e che per fare il DVD sia stata usata una copia di bassa qualità.